# Hayungshof
Der Hayungshof ist ein denkmalgeschützter Gulfhof in der Gemeinde Dunum im Landkreis Wittmund. Der 1892 fertiggestellte Bau wurde von 2007 bis 2010 durch die Gemeinde Dunum saniert und seitdem als Dorfgemeinschaftshaus genutzt. Seit 2013 wird er vom Verein „Freundeskreis Hayungshof-Dunum“ verwaltet.

## Historie
Der Hof wurde von 1890 bis 1892 von Hinrich Peters Hayungs gebaut, wobei eine Nebenscheune vom vorher dort gestandenen Hof erhalten wurde. Insgesamt beträgt die Wohnfläche 120 Quadratmeter und der Scheunentrakt 450 Quadratmeter, damit handelt es sich um ein typisch ostfriesisches Gulfhaus mittlerer Größe. Die Scheune wurde seit dem Bau nicht mehr verändert. Der Hayungshof war ein Rinderhof, wie zur damaligen Zeit üblichen wurden aber auch Pferde, Schweine und Hühner als Nutztiere gehalten.
Der Hof ging über auf den drittältesten Sohn des Erbauers, Johann Hinrich Hayungs. Zuletzt wohnte dort seine Tochter Helene Margarethe Hayungs (gerufen Lene Hayungs), gemeinsam mit ihrem Cousin Johann Thaden, der den Hof bis zu seinem Tod 1986 bewirtschaftete. In dieser Zeit wurde am Dach die abgängige Tonziegeleindeckung gegen eine Wellplatten-Eindeckung ausgetauscht, Nachtspeicheröfen nachgerüstet und der Schornstein erneuert, ansonsten befindet sich das Gebäude bis heute im Originalzustand. 1999 zog Lene Hayungs gesundheitsbedingt in ein Pflegeheim und der Hof stand zunächst leer.

## Sanierung und heutige Nutzung
2006 kaufte die Gemeinde Dunum den Gulfhof mit umgebenden 10.000 Quadratmeter Landfläche und begann 2007 mit der Sanierung und Restaurierung. Unter Begleitung der Behörde für Geoinformation, Landentwicklung und Liegenschaften und mit Hilfe der Deutschen Stiftung Denkmalschutz wurde die Sanierung von der Kreishandwerkerschaft Wittmund gemeinsam mit ortsansässigen Vereinen und ehrenamtlichen Mitarbeitern bis 2010 abgeschlossen. Der Kreishandwerkerschaft diente das Projekt zu Schulungszwecken für alte Bauweisen und Qualifikationsmöglichkeit für die Instandsetzung historischer Gebäude.
Im Ergebnis dient der Wohnteil heute als Museum und wurde mit Originalmöbeln aus der Zeit der Jahrhundertwende eingerichtet. In der Wohnküche finden sich zwei Butzen und nebenan die Upkamer, also ein durch den darunter liegenden Keller etwas höher gelegener Raum, die sogenannte „gute Stube“. Das Innere der Scheune dient als Veranstaltungsfläche, darunter der große Gulfraum mit 300 Quadratmeter für 200 Gäste sowie der ehemalige Kuhstall mit Bestuhlung für 50 Gäste. Sanitäre Anlagen sind in den einstigen Pferdestall eingebaut worden. Im Außenbereich befinden sich ein Bauerngarten und eine Pütt (Brunnen), ein Backhaus ist noch geplant.
Die Veranstaltungsfläche wird regelmäßig von ortsansässigen, traditionsverbundenen Vereinen wie dem Heimat- und Verkehrsverein, den Landfrauen und der Spielschar Dunum (plattdeutsches Theater) genutzt.